# Philipp von Uttenhoven
Philipp Friedrich Wilhelm von Uttenhoven (* 10. April 1790 in Mittenwalde; † 13. Mai 1866 in Görlitz) war ein preußischer Generalleutnant.

## Leben

### Herkunft
Seine Eltern waren Philipp Friedrich von Uttenhoven (* 11. Juli 1747) und dessen Ehefrau Henriette Charlotte Friederike, geborene Bouton des Granges (* 8. August 1769; † 25. April 1790), eine Tochter des Generalmajors Bouton des Granges. Sein Vater war preußischer Major und Kommandeur des III. Bataillons im Infanterie-Regiment Nr. 24.

### Militärkarriere
Uttenhoven kam am 1. November 1801 als Gefreitenkorporal in das Infanterieregiment „von Zenge“. Dort wurde er am 19. Januar 1803 Fähnrich und kämpfte 1806 als solcher im Vierten Koalitionskrieg, wo er an der Schlacht bei Auerstedt teilnahm. Am 4. Dezember 1809 kam er als Sekondeleutnant mit Patent vom 8. Oktober 1806 in das Ostpreußische Jäger-Bataillon. Im Feldzug von 1812 kämpfte er in den Gefechten bei Eckau, Mesothen, Ruhenthal und Garossenkrug. Am 21. September 1812 erhielt Uttenhoven den Orden Pour le Mérite und am 4. August 1813 kam er als Premierleutnant in die Adjutantur. In den Befreiungskriegen kämpfte er bei Bautzen, Dresden, Kulm, Leipzig, den Belagerungen von Mezieres, Sedan und Montmedy sowie den Gefechten bei Dessau, Halle, Waldau, Nollendorf, Liebertwolkwitz und St. Mihiel. Für letzteres erhielt er den Orden des Heiligen Wladimir IV. Klasse. In der Zeit wurde er am 3. April 1814 zum Stabskapitän in der Adjutantur befördert.
Nach dem Krieg wurde er am 11. Juni 1815 Hauptmann und am 24. September 1815 zum Kompaniechef im 2. Jägerbataillon. Am 31. August 1819 wurde er zum Kommandeur des I. Bataillons im 3. Breslauer Landwehr-Regiments und am 12. März 1820 zum Kommandeur des II. Bataillons im 18. Landwehr-Regiments ernannt. Daran schloss sich ab 30. März 1834 eine Verwendung als Bataillonskommandeur im 16. Infanterie-Regiment an. Am 30. März 1837 wurde Uttenhoven zum Oberstleutnant befördert und man beauftragte ihn 30. März 1838 mit der Führung des 29. Infanterie-Regiments. Am 24. Januar 1839 wurde er als Kommandeur bestätigt. Am 30. März 1839 erfolgte die Beförderung zum Oberst mit Patent zum 3. April 1839. Am 30. März 1840 wurde er dann Kommandeur des 6. Infanterie-Regiments. Für seine Leistungen erhielt Uttenhoven am 29. September 1841 den Roten Adlerorden III. Klasse mit Schleife. Am 29. Juli 1842 wurde er Kommandeur der 13. Landwehr-Brigade. In gleicher Eigenschaft übernahm Uttenhoven am 9. August 1842 die 3. Infanterie-Brigade in Stettin und wurde in dieser Stellung am 22. März 1845 zum Generalmajor befördert. Mitte September 1845 erhielt Uttenhoven den Roten Adlerorden II. Klasse mit Eichenlaub. Am 12. Oktober 1849 wurde er nach Frankfurt (Oder) versetzt und zum Kommandeur der 5. Infanterie-Brigade ernannt. Unter Verleihung des Charakters als Generalleutnant erhielt Uttenhoven am 3. Oktober 1850 mit Pension seinen Abschied.
Nach seiner Pensionierung wurde er am 9. Januar 1862 noch mit der Krone zum Orden Pour le Mérite ausgezeichnet. Er starb am 13. Mai 1866 in Görlitz und wurde am 15. Mai 1866 in Warmbrunn im Riesengebirge beigesetzt.

### Familie
Uttenhoven heiratete am 5. November 1821 in Hohenliebenthal Freiin Ernestine Charlotte Emilie von Zedlitz und Neukirch (* 5. November 1799; † 1. Mai 1870). Sie war eine Schwester des Generalmajors Freiherr Konrad von Zedlitz und Neukirch (1789–1869). Das Paar hatte zwei Kinder:
- Gysbrecht (* 2. Januar 1823; † 20. Juli 1881), Hauptmann
- Hedwig Irmgard Alwine (* 10. Juni 1828; † 21. September 1891) ⚭ Oskar von Olszewski (* 25. Oktober 1819; † 10. Oktober 1900), Herr auf Eichholz